# Газали Шафи
Мухаммад Газали бин Шафи (22 марта 1922, Куала-Липис, Паханг, Британская Малайя — 24 января 2010, Субанг Джая, султанат Селангор, Малайзия) — малайзийский политический деятель, министр иностранных дел Малайзии (1981—1984).

## Биография
Во время Второй мировой войны являлся участником движения сопротивления японским оккупантам.
Окончил университет Уэльса и в Лондонскую школу экономики.
Поступив на государственную службу, работал в администрации Селангора, был послом в Мали.
В 1957—1959 гг. — посол в Индии.
В 1959 г. был назначен генеральным секретарем МИД Малайзии.
В 1970—1973 гг. — министр по особым поручениям.
В 1973—1978 гг. — министр информации,
одновременно в 1973—1981 гг. — министр внутренних дел.
В 1981—1984 гг. — министр иностранных дел Малайзии. На этом посту сыграл одну из ключевых ролей в урегулировании странами АСЕАН ситуации в Камбодже.
В 1982—1984 гг. — заместитель председателя правящей партии Объединённая малайская национальная организация (UMNO).
В 1982 г. выжил в авиакатастрофе, в которой погибли пилот и телохранители министра.
После ухода из политики он занимал ряд должностей в корпоративном секторе, а также в международных организациях.